# Cyclopertorbitolites
Cyclopertorbitolites es un género de foraminífero bentónico de la subfamilia Soritinae, de la familia Soritidae, de la superfamilia Soritoidea, del suborden Miliolina y del orden Miliolida. Su especie tipo es Cyclopertorbitolites tokerae. Su rango cronoestratigráfico abarca desde el Ilerdiense medio hasta el Cuisiense inferior (Eoceno inferior).

## Clasificación
Cyclopertorbitolites incluye a la siguiente especie:
- Cyclopertorbitolites tokerae †